# Кипарисов, Пётр Гаврилович
Кипарисов Пётр Гаврилович (1 сентября 1928, д. Бартеневка Сибирского края — 31 декабря 1987, Ленинград) — российский советский живописец и педагог, член Ленинградского Союза художников.

## Биография
Кипарисов Пётр Гаврилович родился 1 сентября 1928 года в деревне Бартеневка (с 1967 года не существует) Крапивинского района  Кемеровской области в семье чувашских крестьян, переселившихся в Сибирь в 1914 году из села Аккозино, ныне Марпосадский район Чувашии. В 1935 году семья Кипарисовых переезжает в Кемерово. Учёбу в средней школе будущий художник сочетал с занятиями в художественной школе у В. М. Петровского, выпускника ВХУТЕМАСа. Принимал участие в выставке самодеятельных художников Кузбасса.
После войны Кипарисов приехал в Ленинград с желанием выучиться на художника. В 1946—1949 учился в Средней художественной школе при Ленинградском институте живописи, скульптуры и архитектуры имени И. Е. Репина Всероссийской Академии художеств. Занимался у Н. И. Андрецова, В. А. Горба, А. П. Кузнецова, В. В. Соколова. В 1949 поступил на живописный факультет Института имени И. Е. Репина, занимался у В. А. Горба, В. Н. Мешкова, И. П. Степашкина, А. Л. Королёва, А. А. Мыльникова, В. М. Орешникова. В 1955 окончил институт по мастерской профессора В. М. Орешникова с присвоением квалификации художника живописи. Дипломная работа — картина «Песня».
В 1955—1958 Кипарисов занимался в аспирантуре института под руководством В. М. Орешникова. Начал участвовать в выставках ленинградских художников с 1954 года. Писал портреты, жанровые картины, пейзажи. В 1957 был принят в члены Ленинградского Союза художников. В этом же году Кипарисов начал преподавательскую работу на кафедре рисунка Института имени И. Е. Репина, продолжавшуюся почти 30 лет и которую художник считал главным делом своей жизни.
Главной темой творчества Кипарисова стали природа и люди Чувашии. Среди созданных им произведений картины «Портрет чувашской женщины», «Интерьер старой чувашской избы» (обе 1954), «К. В. Иванов слушает песню» (1957), «Сторож волжанин» (1958), «Песни новой Чувашии» (1959), «Строители», «Когда цветёт сирень» (обе 1961), «Портрет художника М. С. Спиридонова» (1963), «Ковровщицы» (1964), «Беседа» (1967), «О жизни» (1979) и другие.
Скончался 31 декабря 1987 года в Ленинграде на 60-м году жизни.
Произведения П. Г. Кипарисова находятся в музеях и частных собраниях в России и за рубежом.

## Выставки
- 1956 год (Ленинград): Осенняя выставка произведений ленинградских художников.
- 1960 год (Ленинград): Выставка произведений ленинградских художников.
- 1960 год (Москва): Советская Россия. Республиканская художественная выставка.
- 1961 год (Ленинград): «Выставка произведений ленинградских художников» открылась в залах Государственного Русского музея .
- 1964 год (Ленинград): Ленинград. Зональная выставка.
- 1965 год (Ленинград): Весенняя выставка произведений ленинградских художников.
- 1965 год (Москва): Советская Россия. Вторая Республиканская художественная выставка.
- 1967 год (Москва): Советская Россия. Третья Республиканская художественная выставка.